# 新井洋行
新井 洋行（あらい ひろゆき、1974年 - ）は、日本の絵本作家、玩具作家、デザイナー、東京造形大学非常勤講師。東京都生まれ。町田市在住。東京造形大学造形学部デザイン学科卒業。絵本作家デビュー以前はセガに勤務していた。2人の娘がいる。

## 作品

### 絵本
- 『ソケットと おとのまほう』フレーベル館、2007年1月 ISBN 978-4577033609
- 『クリップとみずのまほう』フレーベル館、2007年2月 ISBN 978-4577033616
- 『しゅっしゅぽっぽ』教育画劇、2009年1月 ISBN 978-4774611051
- 『まち』自由国民社、2010年 ISBN 978-4426806064
- 『せかいのこんにちは ―みんなであいさつ―』幻冬舎エデュケーション、2010年1月 ISBN 978-4344977273
- 『あおいちゃんはあおがすき』幻冬舎エデュケーション、2010年2月 ISBN 978-4344977235
- 『スーモのさがしもの』（絵：colobockle（たちもとみちこ））幻冬舎メディアコンサルティング、2010年8月 ISBN 978-4344997462
- 『のっているのはだあれ?』偕成社、2011年4月 ISBN 978-4031027809
- 『なかみはなあに?』偕成社、2011年4月 ISBN 978-4031027908
- 『みず ちゃぽん』童心社、2011年6月 ISBN 978-4494003440
- 『ひ ぼうぼう』童心社、2011年6月 ISBN 978-4494003433
- 『ころころぽーん』ほるぷ出版、2011年6月 ISBN 978-4593560776
- 『いろいろ ばあ』えほんの杜、2011年8月 ISBN 978-4904188125
- 『かくかくかっくん』学研、2012年2月 ISBN 978-4052035258
- 『かぜ びゅんびゅん』童心社、2012年3月 ISBN 978-4494003457
- 『3さいのおけいこ』（監修：成田奈緒子、絵：新井洋行、市居みか）ポプラ社、2012年4月 ISBN 978-4591128572
- 『ぐるぐるどぼーん』ほるぷ出版、2012年5月 ISBN 978-4593560820
- 『もっと いろいろ ばあ』えほんの杜、2012年7月 ISBN 978-4904188187
- 『こわいものがこないわけ』講談社、2012年8月 ISBN 978-4061325180
- 『ぴーかーぶー!』（絵：小林ゆき子）くもん出版、2012年9月 ISBN 978-4774320991
- 『つち どすん』童心社、2012年9月 ISBN 978-4494003464
- 『ツリーさん』講談社、2012年10月 ISBN 978-4061325296
- 『するするすとーん』ほるぷ出版、2012年10月 ISBN 978-4593560844
- 『ごとんごとんごー!』講談社、2012年12月 ISBN 978-4061991101
- 『ころころ まるりん』学研、2013年2月 ISBN 978-4052037047
- 『ぶるんぶるん ぶー!』講談社、2013年3月、ISBN 978-4061991118
- 『ニャンともクマったもんだ』えほんの杜、2013年5月 ISBN 978-4904188248
- 『つどじにんじゃ』講談社、2013年7月 ISBN 978-4061325494
- 『ハッピー ハロウィン!』講談社、2013年9月 ISBN 978-4061991156
- 『つみきだいさくせん』金の星社、2013年12月 ISBN 978-4323035086
- 『カチンコチン!』（絵：小林ゆき子）くもん出版、2014年1月 ISBN 978-4774321905
- 『むすんでひらいて』瑞雲舎、2014年2月 ISBN 978-4907613006
- 『ぽかぽか』講談社、2014年2月 ISBN 978-4061991170
- 『おやすみなさい』童心社、2014年3月 ISBN 978-4494003372
- 『がったいガッチーン!』ほるぷ出版、2014年4月 ISBN 978-4593560929
- 『なかよしぱっくん』白泉社、2014年4月 ISBN 978-4592761723
- 『みずたまりちゃん』講談社、2014年5月 ISBN 978-4061991194
- 『おえかきしりとり』（鈴木のりたけ、高畠那生、よしながこうたくと共著）講談社、2014年7月 ISBN 978-4061325821
- 『びっくりはなび』講談社、2014年7月 ISBN 978-4061991200
- 『どんどこ どん!』ポプラ社、2014年9月 ISBN 978-4591141045
- 『ぱっぱらっぱ ぷー!』ポプラ社、2014年9月 ISBN 978-4591141052
- 『びっくりこたつ』講談社、2014年11月 ISBN 978-4061991217
- 『うんち でるかな?』講談社、2015年2月 ISBN 978-4061991224
- 『ニャンニャンとらちゃん』小学館、2015年3月 ISBN 978-4097265764
- 『モグモグとらちゃん』小学館、2015年3月 ISBN 978-4097265771
- 『しろとくろ』岩崎書店、2015年5月 ISBN 978-4265082230
- 『よるのつみきだいさくせん』金の星社、2015年7月 ISBN 978-4323035093
- 『わるものにさらわれたおひめさまを たすけだそう!』PHP研究所、2015年7月 ISBN 978-4569784809
- 『おつきさまのかぞえうた』えほんの杜、2015年8月 ISBN 978-4904188378
- 『ビッグブック れいぞうこ』偕成社、2015年9月 ISBN 978-4031028202
- 『ぱぴぷぺぽーず』文溪堂、2015年9月 ISBN 978-4799901458
- 『だーれの は?』講談社、2016年4月 ISBN 978-4061991293
- 『ともだち どれだ?』大日本図書、2016年5月 ISBN 978-4477030388
- 『ととちゃん みーつけた』フレーベル館、2016年6月 ISBN 978-4577044070
- 『くるくる くるくる』PHP研究所、2016年6月 ISBN 978-4569785615
- 『きもだめし』講談社、2016年6月 ISBN 978-4061332935
- 『つんっ!』ほるぷ出版、2016年7月 ISBN 978-4593563166
- 『ころりんタイヤくん』フレーベル館、2016年9月 ISBN 978-4577044087
- 『カラフル』岩崎書店、2016年9月 ISBN 978-4265082247
- 『こけしが こけて』鈴木出版、2016年12月 ISBN 978-4790253181

#### 「あけて・あけてえほん」シリーズ
※いずれも偕成社。
- 『あけて・あけてえほん おしいれ』2009年4月 ISBN 978-4031027205
- 『あけて・あけてえほん れいぞうこ』2009年4月 ISBN 978-4031027106
- 『あけて・あけてえほん ひきだし』2009年10月 ISBN 978-4031027403
- 『あけて・あけてえほん おふろ』2009年10月 ISBN 978-4031027304
- 『あけて・あけてえほん といれ』2010年10月 ISBN 978-4031027700
- 『あけて・あけてえほん はこ』2012年4月 ISBN 978-4031028004
- 『あけて・あけてえほん かばん』2012年4月 ISBN 978-4031028103

#### 「あてて・あててえほん」シリーズ
※いずれも偕成社。
- 『どっちにかくれてる? （あてて・あててえほん）』2010年4月 ISBN 978-4031027601
- 『どっちのてにはいってるか?（あてて・あててえほん）』2010年4月 ISBN 978-4031027502

#### 「えほんとあそぼ」シリーズ
※いずれもくもん出版。
- 『おばけとかくれんぼ』2014年7月 ISBN 978-4774323404
- 『おばけとホットケーキ』2015年2月 ISBN 978-4774322865
- 『おばけとたからさがし』2015年6月 ISBN 978-4774323930
- 『おばけとおでかけ』2017年3月 ISBN 978-4774326740

#### 「むにゅ」シリーズ
※いずれも偕成社。
- 『むにゅくらべ』2016年10月 ISBN 978-4031028509
- 『むにゅとにゃみー』2016年10月 ISBN 978-4031028400
- 『ねんどのむにゅ』2016年10月 ISBN 978-4031028301

### 紙芝居
- 『まじょのリリーのおかいもの』　（2009年5月、教育画劇、ISBN 978-4774609942）
- 『おもちゃさん～あかちゃんないているよ～』　作：にへいたもつ （2011年1月、教育画劇、ISBN 978-4774612287）
- 『まいごの うさぎぼうや』　（2011年4月、教育画劇、ISBN 978-4774612423）

### その他
- 『四字熟語ワンダーランド』フレーベル館、2006年10月 ISBN 978-4577033128
- 『おおごえずかん』コクヨ、2009年5月 ISBN 978-4903584638
- 『カラフルアニマル』コクヨ、2009年8月 ISBN 978-4903584683
- 『クイズポポとピックの大ぼうけん 国語 算数 理科 社会』朝日学生新聞社、2010年10月 ISBN 978-4904826072）
- 『デザインワークブック』コクヨ、2011年7月 ISBN 978-4905122029
- 『コラージュアートブック』コクヨ、2011年11月 ISBN 978-4905122050

## 挿画
- 『モーキージョーシリーズ』フレーベル館
- 『パーシージャクソンシリーズ』ほるぷ出版

## 関連文献
- 『月刊赤ちゃんとママ増刊　1・2・3歳』2015WINTER VOL.144、赤ちゃんとママ社、pp.34 - 35